# Doro (entreprise)
Pour les articles homonymes, voir Doro.
Doro est une entreprise suédoise spécialisée dans le développement, le marketing et la vente de téléphones fixes, mobiles et smartphones destinés aux personnes âgées.

## Présentation
L’entreprise a été créée en 1974 et est établie à Malmö, Suède. Elle est cotée en bourse, à la bourse de Stockholm.
Doro est constructeur de téléphones et distribue ses produits dans plus de vingt-sept pays. 
En 2021, Doro a généré un chiffre d’affaires de 1,040 million de couronnes suédoises (environ 102 millions d’euros).
Le siège social de l'entreprise Doro, pour le secteur France, est situé sur la commune de Montigny-le-Bretonneux en Île-de-France.

## Historique
- 1974 : Création de l'entreprise Doro
- 1990 : Lancement du premier téléphone sans fil
- 2000 : Doro reprend  l'activité de terminaux de communications de Matra Nortel Communications, filiale de l'entreprise française Matra, et de Nortel[5].

## Produits pour séniors
Dans le domaine des télécommunications, Doro commercialise des téléphones sans fil et des téléphones mobiles répondant de façon adaptée aux besoins spécifiques de seniors : interface intuitive, larges touches espacées, son fort et puissant et touche d'assistance en cas d'urgence. En 2013, Doro lance un smartphone et un ordinateur portable adaptés aux seniors.

## Doro France
La société a été créée le 24 mars 1977 à Montigny-le-Bretonneux.
Elle emploie 13 salariés.